# Tiszapüspöki, Jász-Nagykun-Szolnok
Tiszapüspöki  este un sat în districtul Törökszentmiklós, județul Jász-Nagykun-Szolnok, Ungaria, având o populație de 2.216 locuitori (2011). 

## Demografie
Componența etnică a satului Tiszapüspöki
     Maghiari (85,41%)
     Romi (14,28%)
     Necunoscut (0,13%)
     Germani (0,18%)
     Alții (0,13%)
Componența confesională a satului Tiszapüspöki
     Romano-catolici (36,42%)
     Fără religie (35,6%)
     Reformați (4,47%)
     Necunoscută (23,06%)
     Atei (0,45%)
     Alte religii (1,08%)
Conform recensământului din 2011, satul Tiszapüspöki avea 2.216 locuitori. Din punct de vedere etnic, majoritatea locuitorilor (85,41%) erau maghiari, cu o minoritate de romi (14,28%). Apartenența etnică nu este cunoscută în cazul a 0,13% din locuitori. Nu există o religie majoritară, locuitorii fiind romano-catolici (36,42%), persoane fără religie (35,6%) și reformați (4,47%). Pentru 23,06% din locuitori nu este cunoscută apartenența confesională.